# 海辺村
海辺村（あまべむら）は、大分県北海部郡にあった村。現在の臼杵市の一部にあたる。

## 地理
臼杵湾奥の北岸部に位置していた。
- 河川：熊崎川[3]
- 山岳：諏訪山[3]

## 歴史
- 1889年（明治22年）4月1日、町村制の施行により、北海部郡諏訪村、大浜村、中津浦村が合併して村制施行し、海辺村が発足[1][2]。旧村名を継承した諏訪、大浜、中津浦の3大字を編成[2]。
- 1950年（昭和25年）4月1日、北海部郡臼杵町と合併し、市制施行して臼杵市を新設して廃止された[1][2]。

### 地名の由来
村の地理的位置による。

## 産業
- 農業、漁業[3][4]